# Эллиотт, Пол
Пол Марселлус Эллиотт (англ. Paul Marcellus Elliott; род. 18 марта 1964, Льюишем, Лондон, Англия) — английский футболист, кавалер Ордена Британской империи
Начал футбольную карьеру в клубе «Чарльтон Атлетик» в 1980-м году. В 1983-м был подписан клубом первого дивизиона «Лутон Таун». Ещё через два года перешел в «Астон Виллу», а в 1985 году отправился в футбольный клуб Серии А «Пиза». Двумя годами позже вернулся в Великобританию в шотландский чемпионат, где в 1991 году был удостоен награды игрока года. Тем же летом перешёл в стан лондонского «Челси» за £1,4 млн.
В сентябре 1992 года Эллиотт получил серьёзную травму колена в единоборстве с игроком «Ливерпуля» Дином Сондерсом и больше на поле не появлялся, а 10 мая 1994 года, за 4 дня до того, как «Челси» уступит в первом с 1970 года финале Кубка Англии «Манчестер Юнайтед», Эллиотт объявит о своем уходе из большого футбола, так и не восстановившись от повреждения.
После ухода из спорта, Пол Эллиотт подал исковое заявление против Дина Сондерса, однако суд его не удовлетворил, решив, что футболист «Ливерпуля» нанёс травму неумышлено.. Также Пол часто приглашался в качестве эксперта на телепередачу «Football Italia», выходившую на британском телевидении.
В 2003 году Эллиотт представлен к званию кавалера Ордена Британской империи за большую работу, проддведенную с молодыми футболистами, а также за участие и организацию множества программ по искоренению расизма в футболе. В 2012 году получил степень командора Ордена за огромный труд по обеспечению равенства в футболе.